# ヘレン・ソーントン・ギア
ヘレン・ソーントン・ギア(英: Helen Thornton Geer, 1903年1月7日 - 1983年3月)はアメリカ合衆国の教授、司書。図書館の貸出方式を詳述した書籍、"Charging Systems"の著者。1947年から1956年にかけて、アメリカ図書館協会の事務局員として務めた。

## 生涯
1903年にペンシルベニア州、ニューキャッスルに出生する。
ホイートン大学（英文学の学士）を1926年に、イリノイ大学（図書館学の学士）を1928年に卒業後、コロンビア大学に入学、図書館学の修士を1934年に授与される。1929年からクイーンズ区公共図書館のフラッシング分館で勤務し、昇進を繰り返すことで、1942年から44年の課長代理職に就任する。
その後、44年から46年の2年間にわたるシカゴ大学、ハーパー大学図書館での簡単な業務を終え、アメリカ図書館協会の事務局員を1947年から1956年の間務める。時を同じく、1953年から1956年の間にChicago Library Clubの会長も務めた。64年から69年にはロードアイランド大学大学院、図書館学准教授の職に就任。
1983年にニュージャージー州にて死去。

## 親族
彼女は、ペンシルバニア鉄道役員である父のアイザック・ウィーラー・ギアと母のマーガレット・ワース・ソーントンとの間に出生する。また、叔母にサー・ヘンリー・ワース・ソーントンがいる。

## 著作

### 単著
- Charging Systems. American Library Association. (1955-07-13). LCCN 55-8712